# 2012년 6월 죽음
다음은 2012년 6월에 사망한 저명한 인물 목록이다.
- 6월 1일 - 미국의 영화배우 오드리 영
- 6월 2일
  - 미국의 영화배우 캐스린 주스틴
  - 미국의 희극배우 리차드 도슨
- 6월 3일 - 대한민국의 성우 윤인석
- 6월 4일 - 바리톤 성악가 예두아르트 힐
- 6월 5일 - 미국의 소설작가 레이 브래드버리
- 6월 6일
  - 스페인의 축구감독 마누엘 프레시아도
  - 일본의 황족 미카사노미야 도모히토 친왕
  - 중화인민공화국의 사회운동가 리왕양
  - 프랑스의 수학자 장루이 로데
- 6월 8일 - 미국의 영화배우 프랭크 커디
- 6월 10일
  - 인도의 수학자 다야난드 베르마
  - 프랑스의 추상화가 조르주 마티외
- 6월 11일
  - 미국의 텔레비전배우 앤 루더포드
  - 쿠바의 권투선수 테오필로 스테벤손
- 6월 12일
  - 미국의 정치학자 엘러너 오스트롬
  - 스페인의 축구선수 파이뇨
- 6월 13일
  - 대한민국의 텔레비전배우 정아율
  - 미국의 화학자 윌리엄 스탠디시 놀스
- 6월 14일
  - 미국의 프로노배우 에릭 로즈
  - 미국의 영화배우 이벳 윌슨
  - 오스트리아의 작가 지타 세레니
- 6월 15일 - 대한민국의 변호사 김종건
- 6월 16일 - 미국의 영화배우 수전 타이렐
- 6월 17일
  - 대한민국의 언론인 문제안
  - 미국의 경찰폭력피해자 로드니 킹
- 6월 18일
  - 그리스의 축구감독 알케타스 파나굴리아스
  - 미국의 영화배우 케이 크리스토퍼
- 6월 19일 - 미국의 영화배우 리차드 린치
- 6월 22일 - 스페인의 영화배우 후안 루이스 게리아도
- 6월 24일
  - 대한민국의 육상선수 최충식
  - 스페인의 축구선수 미키 로케
- 6월 26일
  - 미국의 수영선수 앤 커티스
  - 미국의 영화감독 노라 에프런
  - 미국의 영화배우 도리스 싱글턴
- 6월 27일
  - 대한민국의 언론인 오재경
  - 미국의 각본가 돈 그레디
- 6월 29일 - 일본의 영화배우 치이 타케오
- 6월 30일
  - 이스라엘의 제7대 총리 이츠하크 샤미르
  - 홍콩의 영화배우 나혜연